# Pachybrachis discoideus
Pachybrachis discoideus är en skalbaggsart som beskrevs av Bowditch 1909. Pachybrachis discoideus ingår i släktet Pachybrachis och familjen bladbaggar. Inga underarter finns listade i Catalogue of Life.